# Niklas Rutz
Niklas Rutz (* 1. Mai 1999) ist ein schweizerisch-deutscher Unihockeyspieler, der beim Nationalliga-A-Verein HC Rychenberg Winterthur unter Vertrag steht.

## Karriere
Rutz debütierte 2020 in der Nationalliga A für den HC Rychenberg Winterthur.
Seit 2021 spielt er für die deutsche Nationalmannschaft, so an der Weltmeisterschaft 2021 und der Weltmeisterschaft 2022.